# Eaton (Nowy Jork)
Eaton – miasto w Stanach Zjednoczonych, w stanie Nowy Jork, w hrabstwie Allen.